# Corona mortis
Die Corona mortis oder auch der Arcus mortis (lateinisch „Kranz des Todes“ von corona, „Krone“ oder „Kranz“ bzw. arcus, „[Gefäß-]Bogen“ und mors, mortis, „Tod“) ist eine besonders stark ausgebildete Anastomose (Gefäßverbindung) zwischen der Arteria epigastrica inferior und der Arteria obturatoria.
Die A. epigastrica inferior gibt – neben der Arteria cremasterica beim Mann bzw. der Arteria ligamenti teretis uteri bei der Frau – einen Ramus pubicus (Gefäßast) ab, der wiederum einen Ramus obturatorius entsendet. Dieser Ramus obturatorius anastomosiert mit dem Ramus pubicus, der von der Arteria obturatoria abgegeben wird. Diese Anastomose verläuft über das Septum femorale (→ Lacuna musculorum et vasorum), welches einer Schenkelhernie als Bruchpforte dienen kann. Bei Operationen eines derartigen Bruches kann es zu schwer stillbaren Blutungen bei Verletzung der Gefäße kommen, was v. a. früher eine entsprechend hohe Mortalität zur Folge hatte und so die Bezeichnung der Corona mortis begründete. Heute können eventuell auftretende Blutungen besser behandelt werden, beispielsweise durch Embolisation (siehe Blutstillung zu weiteren medizinischen Praktiken zur Blutstillung). Auch präoperativ ist das Risiko durch Sonographie oder Angiographie besser einschätzbar. Ein Restrisiko kann trotzdem nicht ausgeschlossen werden.
Neben der oftmals beschriebenen Anastomose zwischen Arterien als Ursache der Corona mortis können auch venöse Strukturen zu ähnlichen Komplikationen führen.
Im Jahr 1882 wurde die Corona mortis von dem Chirurgen Benno Schmidt als „Hesselbachscher Todtenkranz“ bezeichnet.